# Lucas Evangelista
Lucas Evangelista Santana de Oliveira (Limeira, 6 maggio 1995) è un calciatore brasiliano, centrocampista del Palmeiras.

## Carriera

### Club

#### Primi passi e approdo in Europa
Con il San Paolo, nel 2013, ha esordito sia nel campionato di massima serie sia nelle competizioni internazionali. Il 28 agosto 2014, l'Udinese lo preleva a titolo definitivo dal San Paolo per 4 milioni di euro, bruciando la concorrenza del Verona.
Segna il suo primo gol con la maglia dell'Udinese il 3 dicembre 2014 in Coppa Italia al Cesena nel provvisorio 3-2 per i friulani di Stramaccioni.

#### Panathinaikos e ritorno a Udine
Il 20 gennaio 2016 passa in prestito per 6 mesi al Panathīnaïkos ritrovando il tecnico Andrea Stramaccioni che lo aveva fortemente voluto all'Udinese l'anno prima. Esordisce quattro giorni più tardi contro il Levadiakos, mentre segna la sua prima rete il 6 marzo contro l'Atromitos nella vittoria interna giunta per 2-0. A fine stagione dopo 11 presenze ed una rete non viene riscattato facendo ritorno a Udine venendo confermato nella rosa della stagione seguente, ma con i vari cambi di allenatori non riesce a mettersi in mostra giocando pochi spezzoni di partite totalizzando a fine campionato solo 6 presenze.

#### Nantes
Il 27 luglio 2018, Evangelista è entrato a far parte della Ligue 1 con il Nantes con un contratto quinquennale. L'importo del trasferimento è di circa 4 milioni di euro.
Miguel Cardoso, allenatore dei "canarini", si fida spesso di lui durante le prime partite di Ligue 1. Ma dopo l'esonero e l'arrivo di Vahid Halilhodžić, Lucas Evangelista vedrà il suo tempo di gioco ridursi notevolmente. Il 23 agosto 2019 ha lasciato l'FC Nantes, sotto forma di prestito con opzione di acquisto, per il Vitória Guimarães.

#### Ritorno in Brasile
Il 10 agosto 2020, Evangelista torna in Brasile, accasandosi al Red Bull Bragantino in prestito annuale. Il 1º luglio 2021, la stessa squadra deciderà di riconfermarlo, esercitando l'opzione di riscatto dal Nantes.

### Nazionale
Dal 2015 al 2016 è stato convocato con l'Under-20 brasiliana vincendo il Torneo di Tolone e mettendo insieme 10 presenze ed un gol.

## Statistiche

### Presenze e reti nei club
Statistiche aggiornate al 20 dicembre 2018.
| Stagione         | Squadra          | Campionato       | Campionato | Campionato | Coppe nazionali | Coppe nazionali | Coppe nazionali | Coppe continentali | Coppe continentali | Coppe continentali | altre coppe | altre coppe | altre coppe | totale | totale | totale |
| Stagione         | Squadra          | Comp             | Pres       | Reti       | Comp            | Pres            | Reti            | Comp               | Pres               | Reti               | Comp        | Pres        | Reti        | Pres   | Reti   |        |
| ---------------- | ---------------- | ---------------- | ---------- | ---------- | --------------- | --------------- | --------------- | ------------------ | ------------------ | ------------------ | ----------- | ----------- | ----------- | ------ | ------ | ------ |
| 2013             | San Paolo        | A1/SP+A          | 0+19       | 0+1        | CB              | 0               | 0               | CL+CS              | 0+2                | 0+0                | RS+SBC      | 1+1         | 0+0         | 23     | 1      |        |
| 2014             | San Paolo        | A1/SP+A          | 4+0        | 1+0        | CB              | 0               | 0               | CS                 | 0                  | 0                  | -           | -           | -           | 4      | 1      |        |
| Totale San Paolo | Totale San Paolo | Totale San Paolo | 4+19       | 1+1        |                 | 0               | 0               |                    | 2                  | 0                  |             | 2           | 0           | 27     | 2      |        |
| 2014-2015        | Udinese          | A                | 4          | 0          | CI              | 1               | 1               | -                  | -                  | -                  | -           | -           | -           | 5      | 1      |        |
| 2015-gen.2016    | Udinese          | A                | 0          | 0          | CI              | 2               | 0               | -                  | -                  | -                  | -           | -           | -           | 2      | 0      |        |
| gen.-giu. 2016   | Panathīnaïkos    | SL               | 8+3        | 1+0        | CG              | 1               | 0               | UCL+UEL            | -                  | -                  | -           | -           | -           | 11     | 1      |        |
| 2016-2017        | Udinese          | A                | 6          | 0          | CI              | 0               | 0               | -                  | -                  | -                  | -           | -           | -           | 6      | 0      |        |
| Totale Udinese   | Totale Udinese   | Totale Udinese   | 10         | 0          |                 | 3               | 1               |                    | -                  | -                  |             | -           | -           | 13     | 1      |        |
| 2017-2018        | Estoril Praia    | PL               | 34         | 4          | TdP+TdL         | 1+1             | 0+0             | -                  | -                  | -                  | -           | -           | -           | 36     | 4      |        |
| 2018-2019        | Nantes           | L1               | 11         | 1          | CF+CdL          | 0+1             | 0+1             | -                  | -                  | -                  | -           | -           | -           | 12     | 1      |        |
| Totale carriera  | Totale carriera  | Totale carriera  | 83+3       | 8          |                 | 7               | 1               |                    | 2                  | 0                  |             | 2           | 0           | 97     | 9      |        |

## Palmarès

### Nazionale
- Torneo di Tolone: 1

Brasile: 2014